# Arnold Federbush
Arnold Federbush (geboren 1935 in New York City; gestorben 1993) war ein amerikanischer Science-Fiction-Autor. Er studierte Filmwissenschaft und arbeitete als Film editor und Tontechniker.
Sein 1973 erschienener Debütroman The Man Who Lived in Inner Space erzählt  die Geschichte eines Mannes, der bei einem Unfall in einer Chemiefabrik schwer verletzt und zum Krüppel wird und auf der Flucht vor der Welt sich eine untermeerische Zufluchtsstätte schafft, wo er die Tiefen seiner Seele zu erkunden und sich zugleich immer mehr an ein Leben im Meer anzupassen beginnt. Der Roman wird der New Wave zugerechnet.
Der zweite, auch ins Deutsche übersetzte Roman Ice! (1978) behandelt das etwas konventionellere Thema des Einbruchs einer neuen Eiszeit, bei dem New York langsam unter Gletschermassen versinkt und die Menschen sich den veränderten Bedingungen anzupassen versuchen, indem sie die Lebensweise der Inuit übernehmen.

## Bibliographie
- The Man Who Lived in Inner Space (1973)
- Ice! (1978)
  - Deutsch: Eis! Übersetzt von Walter Brumm. Heyne SF&F #3771, 1980, ISBN 3-453-30672-4.